# Jubal
|  | Aquest article tracta del personatge de la Gènesi; per al western de Delmer Daves de 1956, vegeu l'article Jubal (pel·lícula) |

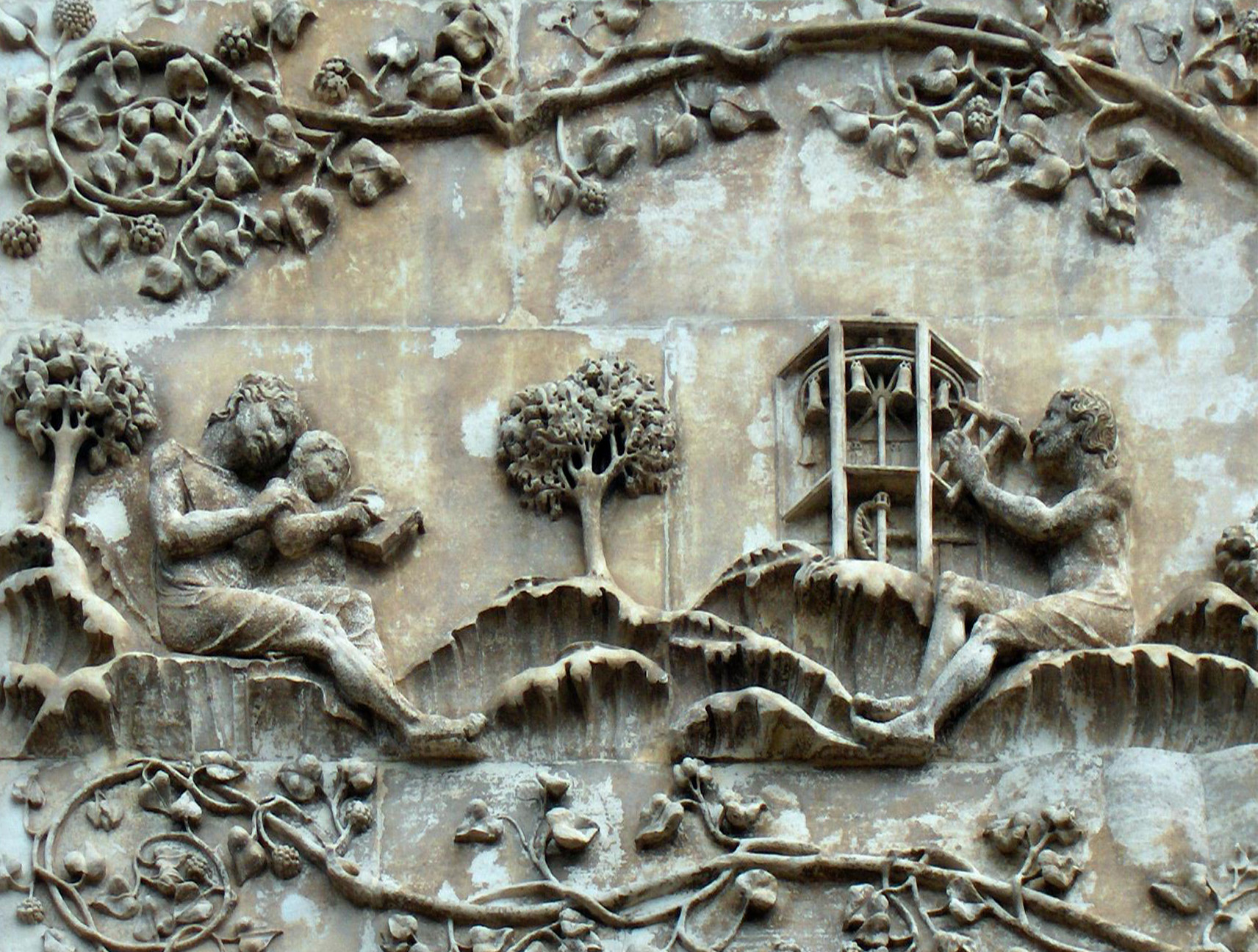
Representació de Jubal a la Catedral d'Orvieto.

Al llibre del Gènesi, capítol quart, Jubal (hebreu: יוּבָל בן-לֶמֶך, Yuval ben Lemech‎) és el fill de Lèmec amb la seva primera dona Adà i germana de Jabal. També era germanastre de Tubal-Caín i Naamà, fills de Sil·là.
Se'l considera pare dels que toquen la cítara i el flabiol.